# جبل الكهف الجليدي
جبل الكهف الجليدي، هي قمة تقع في المنطقة الرئيسية في نيويورك، تقع في بلدة أوهايو في مقاطعة هيركيمير، شمال ويلمورت. يصب الجانب الشرقي من الارتفاع في جدول الكهف الجليدي.